# アジュメール-チャンディーガル・ヴァンデ・バーラト急行
アジュメール-チャンディーガル・ヴァンデ・バーラト急行（英語: Ajmer–Chandigarh Vande Bharat Express）は、は、インドの急行列車の1つ。長距離用電車を用いるヴァンデ・バーラト急行の1つで、2023年から営業運転を開始した。 

## 概要
「ヴァンデ・バーラト急行」のうち14番目の系統として設定された列車。2023年4月12日にナレンドラ・モディ首相による出発宣言が行われた後、翌4月13日から営業運転を開始した。当初はアジュメールのアジュメール・ジャンクション駅とデリー首都圏に位置するデリー・カントンメント駅、全長428 kmの区間を5時間15分かけて走行していたが、2024年3月12日以降デリー・カントンメント駅からチャンディーガルのチャンディーガル・ジャンクション駅まで走行区間が延伸されている。同区間にはシャターブディー急行の運行も実施されているが、料金が高額になる一方で所要時間の短縮が実現している。水曜日を除いた週6日に1往復が設定されている。 
走行区間の一部では複層貨物鉄道輸送が行われている関係上架線が高い位置に設置されており、使用車両はその架線位置に対応したシングルアーム式パンタグラフが搭載されている。